# 187 км
187 км — населенный пункт (тип: железнодорожная будка) в городском округе город Ульяновск Ульяновской области России.

## География
Находится в Ленинском районе Ульяновска у железнодорожной линии Ульяновск — Буинск.

## История
Населённый пункт появился в 1942 году при строительстве железной дороги «Волжская рокада». В селении жили семьи тех, кто обслуживал железнодорожную инфраструктуру.

## Население
| 2010 |
| ---- |
| 10   |

Национальный состав
Согласно результатам переписи 2002 года, в национальной структуре населения
русские составляли 38 %, башкиры 31 %, татары 31 % из 13 чел.

## Инфраструктура
Путевое хозяйство. Действует остановочный пункт 187 км.

## Транспорт
Автомобильный (просёлочная дорога) и железнодорожный транспорт.